# Névian
Névian – miejscowość i gmina we Francji, w regionie Oksytania, w departamencie Aude. Przez miejscowość przepływa rzeka Orbieu. 
Według danych na rok 1990 gminę zamieszkiwało 917 osób, a gęstość zaludnienia wynosiła 64 osoby/km² (wśród 1545 gmin Langwedocji-Roussillon Névian plasuje się na 368. miejscu pod względem liczby ludności, natomiast pod względem powierzchni na miejscu 556.).